# Sorrow (canción de Bad Religion)
«Sorrow» es una canción del grupo de punk rock Bad Religion, perteneciente a su álbum del 2002 titulado The Process of Belief; aunque fue tocada por primera vez en el otoño del 2001. La canción fue un éxito total para Bad Religion y es interpretada en casi todos los conciertos. La canción está basada en la historia del libro Book of Job y la utiliza como alegoría de todos los sufrimientos humanos, al principio hace referencia al libro:
"Father can you hear me?
How have I let you down?
I curse the day that I was born
And all the sorrow in this world"'
Español:
"Padre, ¿me oyes?
¿Cómo te he defraudado?
Maldigo el día en que nací
y todo el dolor de este mundo.

## Posicionamiento en listas
| País           | Lista (2002)       | Mejor posición |
| -------------- | ------------------ | -------------- |
| Estados Unidos | Modern Rock Tracks | 35             |

## Apariciones
El grupo Switchfoot la ha versionado varias veces en sus conciertos. Aparece en los videojuegos Rock Band y Rock Band 2 como contenido descargable.